# Одинцовская
Одинцовская — деревня в Шенкурском районе Архангельской области. 

## География
Деревня расположена на правом берегу реки Ледь, в 17 км севернее Шенкурска. Напротив деревни, на левом берегу, находится деревня Федьковская.
Часовой пояс
Одинцовская, как и вся Архангельская область, находится в часовой зоне МСК (московское время). Смещение применяемого времени относительно UTC составляет +3:00.

## История
Являлась административным центром муниципального образования «Ямскогорское», созданное в 2006 году и упразднённое в 2012 году Законом Архангельской области от 2 июля 2012 года № 523-32-ОЗ, когда преобразованы, путём объединения, муниципальные образования «Шеговарское» и «Ямскогорское» — в муниципальное образование «Шеговарское», с административным центром в селе Шеговары.

## Население
| 2002 | 2010 | 2012 |
| ---- | ---- | ---- |
| 236  | ↘218 | ↗237 |

Численность населения деревни, по данным Всероссийской переписи населения 2010 года, составляла 218 человек.

## Инфраструктура
В деревне находится Дом культуры, отремонтированный в 2012 году.

## История
Указана в «Списке населенных мест Архангельской губернии к 1905 году» как село Одинцовское, также близ него, на тракте, находилась деревня Лопатинское (Выставка), в которой располагалась школа и разгонная станция.  Впоследствии населённые пункты слились в одно целое. Совокупно поселения насчитывали 18 дворов, 73 мужчины и 70 женщин. В административном отношении входили в состав Ямскогорского сельского общества Ямскогорской волости  (образовалась 1 января 1889 года путём выделения из Предтеченской волости).
На 1 мая 1922 года в поселении 24 двора, 49 мужчин и 76 женщин.

### Карты
- Топографическая карта P-37-13_14.
- Одинцовская на карте Wikimapia Архивировано 25 августа 2011 года.
- Одинцовская. Публичная кадастровая карта Архивная копия от 5 марта 2016 на Wayback Machine